# Skydra
Skydra (tiếng Hy Lạp: ?) là một khu tự quản ở vùng Trung Makedonías, Hy Lạp. Khu tự quản Skydra có diện tích 240 km², dân số theo điều tra ngày 18 tháng 3 năm 2001 là 20720 người.